# Zillions of Games
《Zillions of Games》，簡稱ZoG，中譯為棋類遊戲大合輯，是美國General Game Playing公司用LISP開發的遊戲共用平台，也是抽象棋類與智力遊戲的對弈軟體之大成的合輯。2003年推出2.0版。
因ZOG本身內建AI引擎，欲自創棋類與智力遊戲的玩家不需自己規劃AI，只要編寫規則與準備棋子棋盤圖片便可做出作品，易於自娛與交流。也可進階搭配Forth規劃AI。

## 外部連結
- 軟體介紹
- 軟體下載 （页面存档备份，存于）
- 進階用法Axiom
- 官方網站作品下載 （页面存档备份，存于）
- 私人網站作品下載 （页面存档备份，存于）